# 巴西爾登
巴西爾登（英語：Basildon）是英格蘭埃塞克斯郡的一个镇。巴希爾登是在二戰之後建設的新市鎮，以適應倫敦人口的增加。巴西爾登是埃塞克斯郡人口最稠密的地區。許多倫敦郊區的人口搬遷至這裡。巴西爾登的工業和服務業都在快速發展。有許多巴西爾登的居民前往倫敦工作。巴西爾登前往倫敦的交通也十分發達。巴西爾登首次被提及是在1086年。在1940年代，埃塞克斯郡議會開始對政府要求建設新市鎮。巴西爾登也是英格蘭東南部最早的八個新市鎮之一。巴西爾登市內有多家商業機構。市內有超過100家零售企業。

## 友好城市
- 法國 莫城

## 外部連結
- Basildon Council （页面存档备份，存于）
- Basildon History
- Basildon Radio - Basildon local Internet Radio station